# Marienkapelle (Dorff)

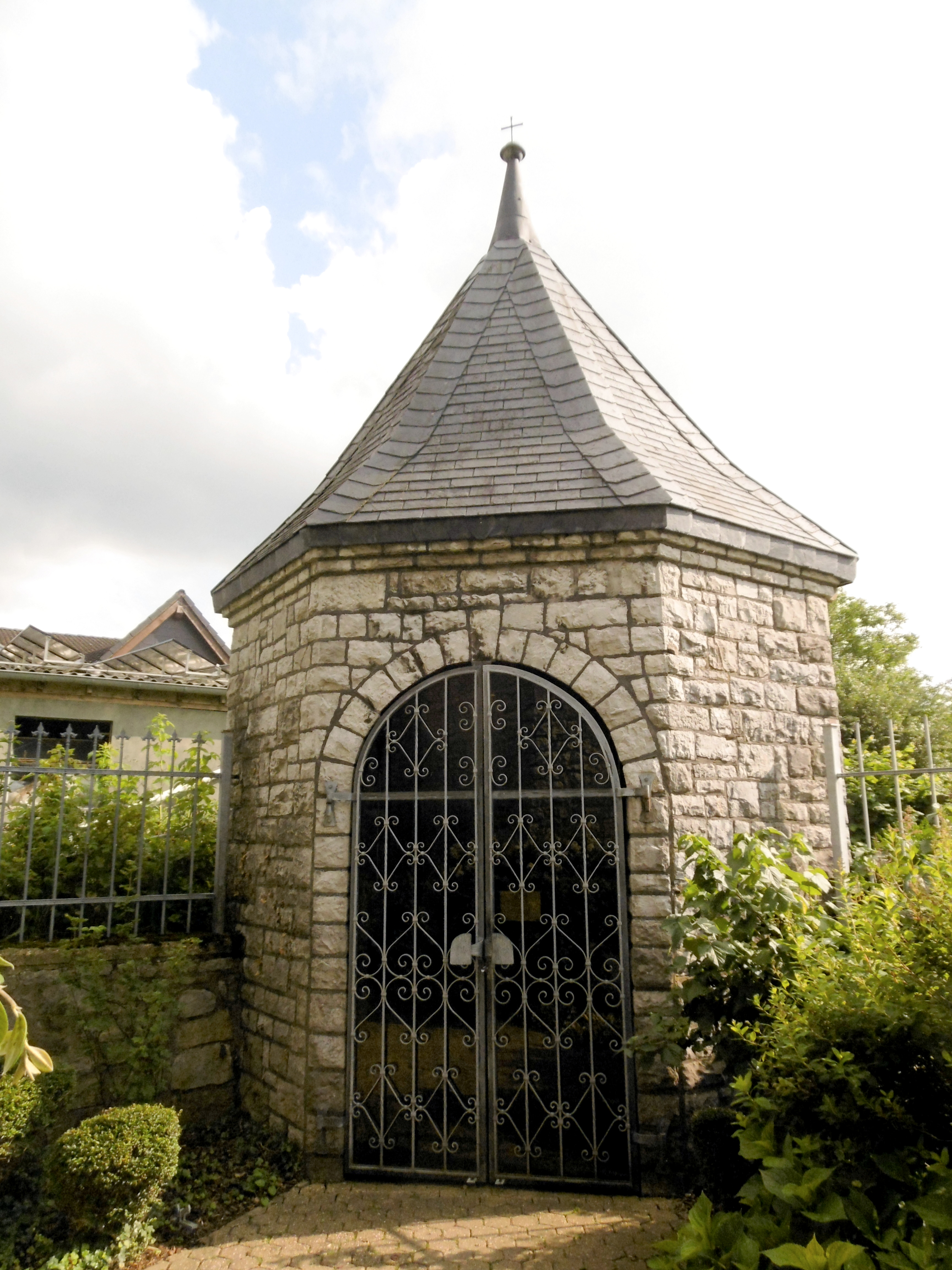
Marienkapelle

Die Marienkapelle ist neben der Pfarrkirche St. Mariä Empfängnis das zweite Kirchengebäude im Stolberger Stadtteil Dorff.

## Allgemeines
Die Marienkapelle wurde in direkter Nachbarschaft zur Kirche St. Mariä Empfängnis errichtet. Ihren Ursprung hatte sie in einer Mariengrotte. Diese besteht heute nicht mehr, ihr Name ist aber immer noch im lokalen Sprachgebrauch.

## Historie

### Vorgängerbau
Der erste historische Hinweis stammt aus dem Jahre 1904. Damals lagerte ein Bewohner Dorffs Grottensteine in der Nähe der Kirche, im sogenannten Kirchgarten. Es kann angenommen werden, dass mit ihnen eine Mariengrotte errichtet werden sollte. Hierzu kam es aber erst 1938. Am Nachmittag des Kirmessonntags wurde sie eingeweiht. In ihr wurde eine Herz-Mariä-Statue aufgestellt, die sich bis dahin in der Kirche befunden hatte.

### Kapelle
Im Dezember 1956 begannen die Bewohner Dorffs, an der Stelle der Grotte eine Kapelle zu errichten. Die Bauzeit betrug etwa ein Jahr. Zu Beginn wurde eine Madonna mit dem Kind, die sich zuvor in der Kirche befunden hat, in der Kapelle platziert. Sie wurde nach kurzer Zeit durch eine Fatima-Madonna ersetzt. Ihre Aufstellung war für den 13. Oktober 1958 geplant, wurde aber aufgrund des Todes von Papst Pius XII. um zwei Tage verschoben. In einer Prozession wurde die Madonna durch das ganze Pfarrgebiet getragen, ehe sie nach mehreren Stunden in die Kapelle gebracht wurde. 1959 erhielt die Madonna eine zusätzliche Krone sowie ein Rosenkranz.
1982 wurden erhebliche Schäden an der Kapelle festgestellt, die zum überwiegenden Teil witterungsbedingt waren. Bis zum Jahr 1983 wurde ein neuer beleuchteter Zugang zur Kapelle angelegt und der Innenraum restauriert. Als Windschutz wurde ein schmiedeeisernes Tor angebracht sowie die Marmorplatte des Altars ersetzt. Besonders auffällig war die neue Dachkonstruktion. Hierbei wurde das alte, flache durch ein turmförmiges Dach ersetzt.